# Szczecioszczękie
Szczecioszczękie, szczecioszczęki (Chaetognatha), strzałki morskie – typ drobnych morskich, problematycznych do sklasyfikowania, drapieżnych zwierząt bezkręgowych o strzałkowato wydłużonym, dwubocznie symetrycznym ciele z otworem gębowym otoczonym cedzącymi szczeciami i chitynowymi kolcami. Kształtem ciała przypominają ryby. Dawniej będąc uznawanymi za krewnych strunowców, przynależą one w rzeczywistości do Gnathifera. W zapisie kopalnym są nieliczne. Najstarsze skamieniałości pochodzące z kambru są słabo zachowane.

## Taksonomia
Odkryte w 1775 roku, były one na przestrzeni lat łączone z innymi zwierzętami – mięczakami (Mollusca), nicieniami (Nematoda) lub stawonogami (Arthropoda). Oficjalnie, Chaetognatha zostały opisane jako osobny typ (phylum) przez Rudolfa Leuckart'a w 1854 roku. Decyzja ta została poparta przez morfologiczne, jak i embriologiczne autopomorfie. Monofiletyzm tego typu jest powszechnie akceptowany, ale również i on występuje między dwiema wyróżnianymi podgrupami szczecioszczękich.

### Klasyfikacja

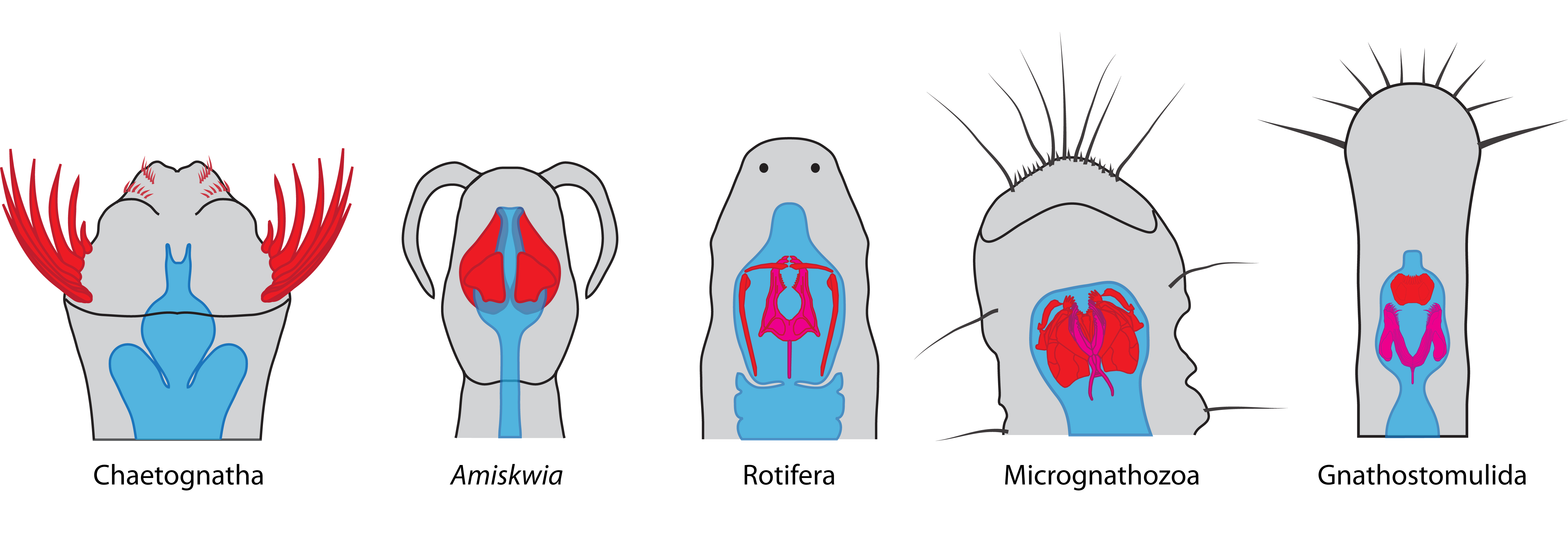
ilustracje szczęk różnych Gnathifera (w tym form wymarłych). Przykładowy wygląd szczęk współczesnych strzałek morskich to ilustracja pierwsza od lewej; rysunek szczęk wymarłej Amiskwia (też przedstawicielka szczecioszczękich) drugi od lewej

Pozycja systematyczna Chaetognatha była od dawna przedmiotem licznych dyskusji. Niektórzy autorzy skłaniają się do stwierdzenia, że jest to enigmatyczna grupa zwierząt, która grupuje zwierzęta wykazujące morfologiczne, mieszane cechy typowe dla wielu innych taksonów. Na podstawie stosunkowo dobrze poznanych danych morfologicznych i embriologicznych stanowisko systematyczne tej grupy zwierząt było różnie oceniane. Szczecioszczękie były tradycyjnie zaliczane do wtóroustych (Deuterostomia), a więc uważane za stosunkowo bliskich krewnych strunowców. O przynależności do taksonu wtóroustych świadczy embriologia; charakteryzują się powstawaniem otworu gębowego z prajelita, zaś pragęba przemienia się w otwór odbytowy, także mezoderma i celoma powstają w sposób identyczny spotykany u tych pierwszych (enterocelia). Jednocześnie, kambryjskie wymarłe formy różnią się nieznacznie. Ponadto, położenie układu nerwowego jest charakterystyczne dla pierwoustych (Protostomia), ponieważ położony jest on na spodniej części ciała. Wiele badaczy uznaje przegrodę między częścią tułowiową a ogonową za wtórnie utworzoną, gdyż powstaje ona później; w tym wypadku strzałki morskie nie powinny być traktowane jako organizmy trimeryczne, jakimi są niższe wtórouste. O ich ewolucyjnym zaawansowaniu miała też świadczyć obecność płetw usprawniających lokomocję. Badania genetyczne małej jednostki rybosomalnej (SSU) wykluczyły jednak pokrewieństwo z wtóroustymi. Podobieństwo morfologiczne i anatomiczne kolców chwytnych sugeruje ich pochodzenie od wczesnopaleozoicznych protokonodontów (†Protoconodonta). Odrzucono pokrewieństwo z wtóroustymi na podstawie próbek rybosomalnego RNA i szczecioszczękie zostały wstępnie zaliczone do pierwoustych, ale ich pozycja wewnątrz tej grupy nadal pozostawała niejasna. W 2019 roku, zespół naukowców na podstawie analiz uznał, że szczecioszczękie to przedstawiciele Gnathifera, który współdzielą m.in. z wrotkami (Rotifera), szczękogębymi (Gnathostomulida) i drobnoszczękimi (Micrognathozoa); kolce chwytne szczecioszczękich, szczęki wrotków lub szczęki szczękogębych mają wspólną organizację na poziomie ultrastrukturalnym, co nie można stwierdzić u innych zwierząt z kladu Spiralia np. pierścienic (Annelida) czy mięczaków (Mollusca).

### Podział systematyczny

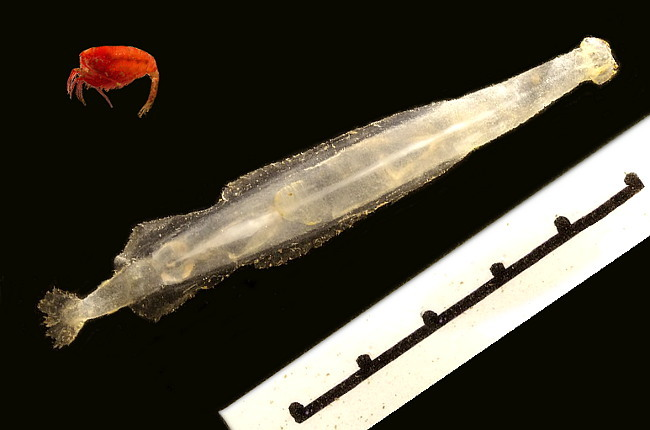
odłowiona Pseudosagitta maxima

Typ dzieli się na dwie gromady, z których Archisagittoidea grupuje wyłącznie przedstawicieli wymarłych; najbardziej znanymi z nich są gatunki z rodzaju Amiskwia. Wyróżnia się ok. 130 żyjących gatunków szczecioszczękich, choć niektóre źródła wyróżniają ok. 200 gatunków lub (stan na 2021 rok) 133. Tradycyjnie wyróżnia się dwa rzędy: Phragmophora i Aphragmophora, które można odróżnić na podstawie obecności i braku poprzecznych pasemek mięśni na spodniej stronie ciała. To podział jest nadal podtrzymywany. Rozróżnianie poszczególnych szczecioszczękich obejmuje także obserwacje, czy gruczoły są rozsiane po ciele, czy nie. Do tego typu zalicza się następujące jednostki systematyczne:
- gromada: †Archisagittoidea
- gromada: Sagittoidea
  - rząd: Aphragmophora
    - rodzina: Sagittidae (ok. 60 gatunków)
    - rodzina: Bathybelidae (1 gatunek, Bathybelos typhlops)
    - rodzina: Pterosagittidae (1 gatunek, Pterosagitta draco)
    - rodzina: Pterokrohniidae (1 gatunek, Pterokrohnia arabica)

  - rząd: Monophragmophora
    - rodzina: Heterokrohniidae (ok. 25 gatunków)

  - rząd: Biphragmophora
    - rodzina: Spadellidae (ok. 20 gatunków)
    - rodzina: Eukrohniidae (ok. 10 gatunków)
    - rodzina: Bathyspadellidae (1 gatunek, Bathyspadella edentata)
    - rodzina: Krohnittellidae (2 gatunki)
    - rodzina: Krohnittidae (3 gatunki)

### Kwestia przynależności taksonów wymarłych
Szczecioszczękie uchodzą za najwcześniejsze, pelagiczne drapieżniki.

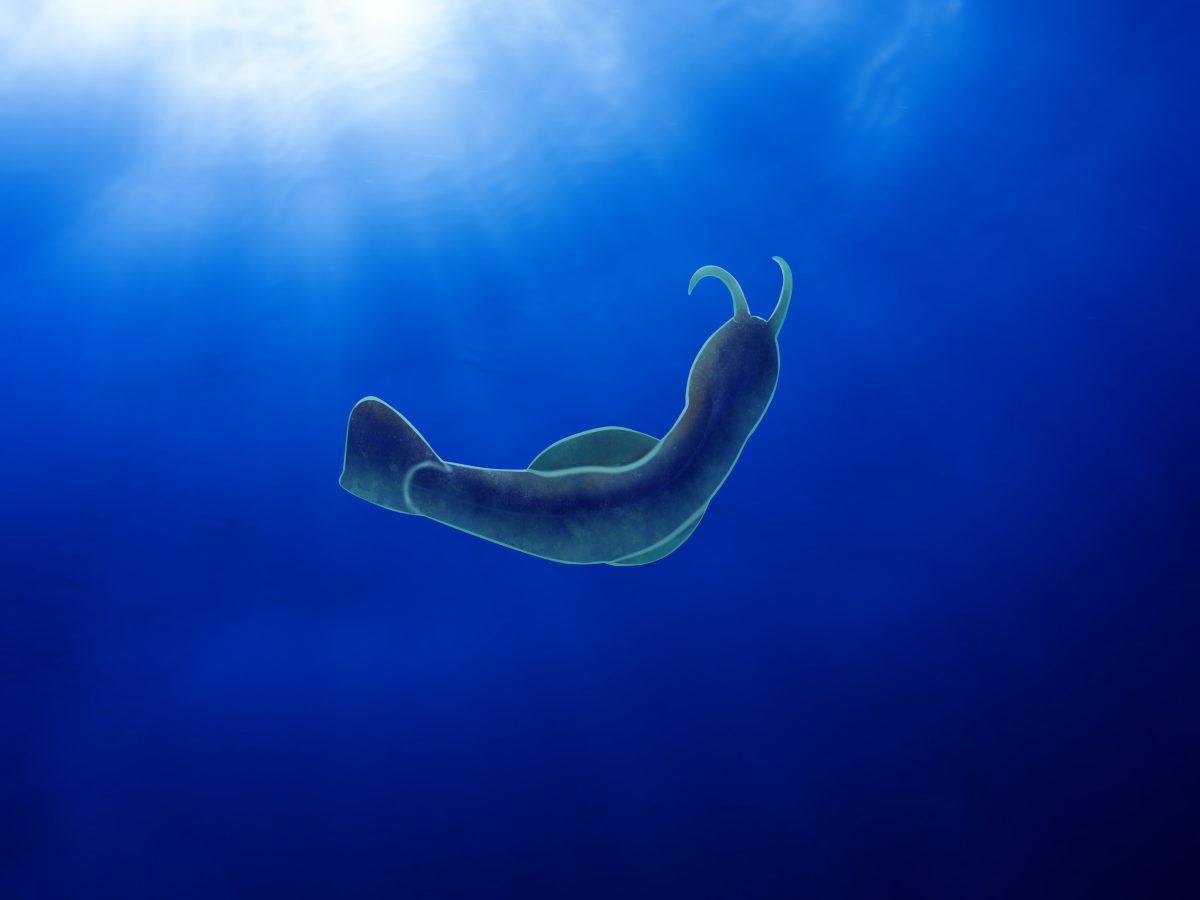
Amiskwia sagittiformis

Przytoczona wcześniej Amiskwia sagittiformis występująca w okresie kambru została zaliczona do szczecioszczękich. Jest ona uznawana za najbardziej enigmatyczną skamieniałość formacji Burgess Shale. Została opisana w 1911 roku przez Walcott'a i już wówczas uznana za strzałkę morską. To stanowisko zostało obalone pół wieku później przez kilku autorów, którzy skłonili się do zaliczenia tego gatunku do wstężnic (Nemertea). Conway Morris w 1977 roku z kolei przestudiował materiał badawczy, który badał Walcott i uznał, że Amiskwia nie może zostać zaliczona do żadnego ze współczesnych typów. Dwoje naukowców skupiających się nad tym rodzajem na łamach czasopisma Nature w 2019 roku uznało Amiskwia za krewniaka Gnathifera, kladu zawierającego najmniejsze zwierzęta na Ziemi. Mimo to, status taksonomiczny tego taksonu uchodzi za niejasny. 

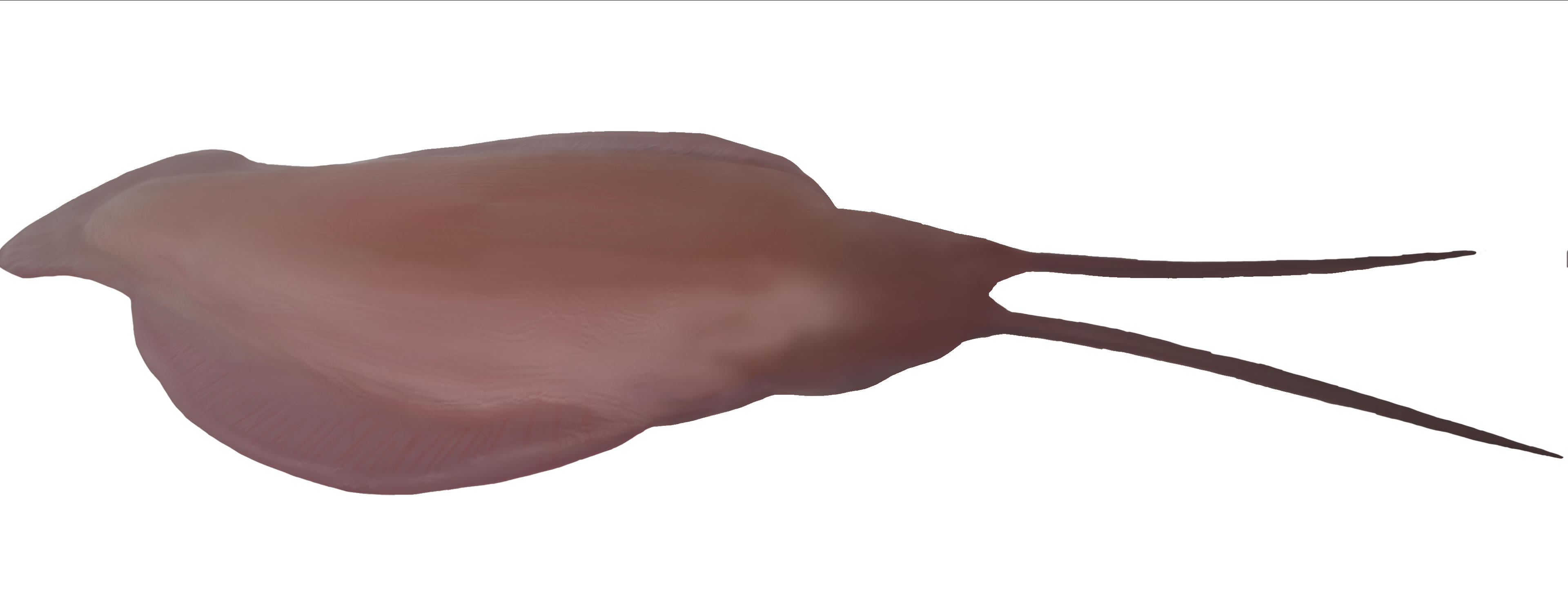
Model 3D Timorbestia koprii

W 2024 roku opisano również nowy wymarły gatunek zwierzęcia, Timorbestia koprii. Znalezisko ukazuje, że w okresie wczesnokambryjskim strzałki morskie były jednymi z najwcześniejszych makrodrapieżników. Ten bezkręgowiec został opisany jako przedstawiciel szczecioszczękich. Ciało było podobne do tego u Amiskwia, łączy je występowanie ogonowej płetwy i bocznych płetw. 

## Morfologia

### Ogólna charakterystyka i anatomia

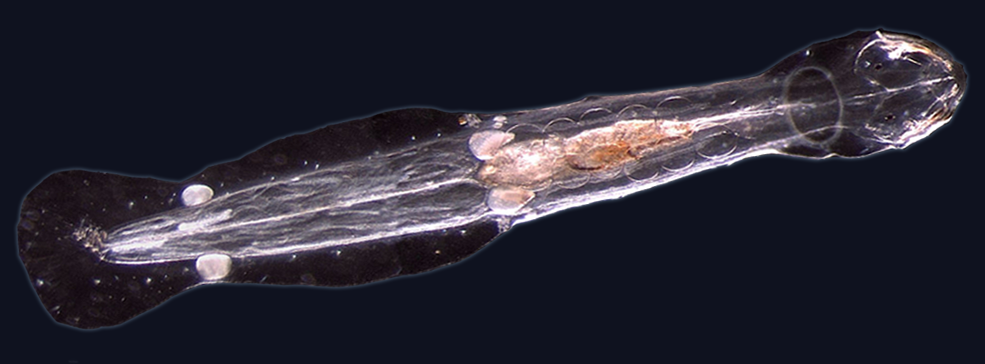
Przedstawiciel bentonicznego rodzaju Spadella

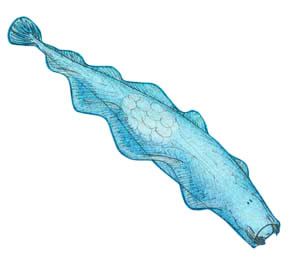
kambryjska Eognathacantha ercainella

Szczecioszczękie to specyficzne zwierzęta planktoniczne, choć i formy bentoniczne są znane. Długość ciała waha się u tych bezkręgowców od 3,5 mm do 12 cm. ich ciało jest przezroczyste. Jest ono podzielone na 3 odcinki: głowę, tułów oraz ogon. Stwierdza się u nich symetrię bilateralną (dwubocznie symetryczną); identyczny podział można stwierdzić w przypadku celomy. Ich wnętrze ciała jest przedzielone przez dwie przegrody zwane septami, które oddzielają odcinek głowowy od tułowia i tułowie od odcinka ogonowego. Ułożenie pierwszej sekty jest zlokalizowane między głową a tułowiem, a druga za otworem odbytowym. Celomy ogonowa oraz tułowiowa są podzielone mezenteriami podłużnymi, co dzieli całą celomę na dwie części, mianowicie prawą i lewą. Przewód pokarmowy jest zahaczony grzbietowej i brzusznej. Celoma ogonowa mieści parzyste jądra. Wtórna jama ciała u szczecioszczękich jest okryta nabłonkiem perytonealnym (zwanym celothel); w tymże nabłonku występują pasemka mięśni tworzące razem tkankę nabłonkową typu nabłonek mioepitelialny. Na głowie występują chwytne kolce zlokalizowane po bokach, które są poruszane za pomocą pracy mięśni. Na przodzie występują kolczaste szczeciny, a również i wokół otworu gębowego występują krótkie kolce. Od góry głowa wraz z tymi szczecinkami i kolcami jest okryta kapturem głowowym (praeputium) – za pomocą silnych mięśni (zarówno mięśni protraktorów, jak i retraktorów), może on zakryć całą głowę wraz z jej przydatkami. Kaptur zakrywający głowę ułatwia poruszanie się, z kolei w czasie ataku na ofiarę cofa się on i odsłania kolce chwytne gotowe do użycia. Tułów po bokach oraz ogon posiadają płetwy wsparte delikatnymi promieniami. U strzałek morskich prowadzących bentoniczny tryb życia można odnaleźć papille czepne, które umożliwiają zaczepienie się w substracie. U szczecioszczękich z rodzaju Spadella ciało okryte jest przez naskórek wielowarstwowy, lecz spodnia część ich głowy oraz kaptura już nie; zamiast tego w tych regionach występuje kutykularny oskórek, który przeciwdziała uszkodzeniu naskórka w momencie schwytania zdobyczy. Sfałdowany naskórek uformował też płetwy u tych zwierząt. Pod naskórkiem występuje błona podstawna; zgrubienia w płetwach utworzone przez nią wykształcają promienie płetw. W niej występują zgrupowania od 10 do 20 włókien utworzonych z kolagenu, które wspierają pozakomórkową macierz. Następną warstwą u tych zwierząt jest warstwa mięśni podłużnych, które wraz z naskórkiem tworzą wór powłokowo-mięśniowy. W tym worze mięśnie zgrupowane są w 4 pasmach, 2 grzbietowych oraz 2 brzusznych. Mięśnie te umożliwiają wykonywanie falistych ruchów ciała. Mięśnie są lepiej wykształcone w części głowowej.  
Przewód pokarmowy to prosta rurka, która rozpoczyna się od brzusznej strony głowy, a zakończona jest odbytem, położonym na granicy między tułowiem a ogonem po stronie brzusznej. W około otworu gębowego (określany jako vestibulum) występują zęby, papille zmysłowe (mechanoreceptory wraz z chemoreceptorami) i takie, które wydzielają śluz z gruczołów. W przestrzeni gębowej obecne są gruczoły, które wydzielają silnie działające neurotoksyny, konkretnie tetrodotoksyny, które pomagają paraliżować ofiarę. W innych źródłach mowa jest też o bakteriach symbiotycznych, które umożliwiają wytwarzanie tetrodotoksyny. Trucizny wydostają się z organizmu przez zęby strzałki morskiej. Przednia część przewodu pokarmowego jest usiana komórkami, które produkują enzymy trawienne, zaś tylna część w komórki absorbujące. W przedniej części jelita środkowego obejmuje dwa zachyłki jelitowe. Na zewnątrz od jednowarstwowego nabłonka typowego dla celomy obecna jest cienka warstwa wisceralnego nabłonka celomatycznego razem z miofilamentami, ułożonymi okrężnie. Przewód pokarmowy zawieszony jest na mezenteriach, grzbietowych i brzusznych.
Układów wydalniczego, krwionośnego czy oddechowego brak. Jama ciała jest wypełniona płynem, który przypuszczalnie spełnia tę samą funkcję, co układ krwionośny. Te bezkręgowce oddychają całą powierzchnią ciała.

## Występowanie
Są to zwierzęta pospolicie, często licznie, występujące w wodach morskich o pełnym i niepełnym zasoleniu. Większość z nich żyje w strefie wód ciepłych, do głębokości 200 m, nieliczne żyją głębiej (do 1000 m) lub w słonawych wodach jaskiń. W Morzu Bałtyckim występują dwa gatunki z rzędu Aphragmophora: strzałka bałtycka i strzałka mała. 

## Biologia
Są tradycyjnie uznawane za mięsożerców, lecz niektóre formy żyjące w osadach są detrytusożerne. 

### Cykl życiowy
Występuje u nich wyłącznie rozmnażanie płciowe. Rozwój jest prosty, bez występowania larwy. Zapłodnienie następuje po kopulacji; w trakcie jej osobniki przekazują sobie pakiety plemników, acz w hodowli laboratoryjnej obserwowano także samozapłodnienie organizmu. Po złożeniu tych pakietów na powierzchni ciała partnera męskie komórki rozrodcze przemieszczają się do gonoporów żeńskich, a stamtąd trafiają do zbiorników nasienia. Po zapłodnieniu komórki jajowe są wydalane z tych zbiorników przez jajowody do wody; w taki sposób rozmnażają się gatunki planktoniczne, zaś te prowadzące bentoniczny tryb życia składają jaja na kamieniach lub roślinach. U rodzaju Eukrohnia rozwój następuje w torbie lęgowej (marsupium), z której wydostają się już osobniki młodociane o długości 2–2,5 mm; u planktonicznych taksonów, jak u Sagitta, osobniki młodociane osiągają 0,5–1,3 mm. Do rozrodu te zwierzęta mogą przystępować wielokrotnie. Stadia młodociane są podobne do dorosłych odpowiedników i po 2–3 dniach przekształcają się w nie, poprzez wytworzenie kaptura głowowego i kolców chwytnych. 
Bruzdkowanie jest promieniste, całkowite, zdeterminowane, kończy się ono powstaniem celoblastuli u której występuje mały blastocel.  

## Znaczenie
Są częścią biomasy zooplanktonu, stanowią pokarm dla parzydełkowców (Cnidaria), żebropławów (Ctenophora) oraz młodych i małych ryb.